# Siim Kiskonen
Siim Kiskonen, né le 16 janvier 1997, est un coureur cycliste estonien.

## Biographie
En 2015, Siim Kiskonen obtient diverses accessits sur des étapes de la Coupe du Président de la Ville de Grudziądz, en Pologne. Il termine également troisième de la course en ligne et du contre-la-montre aux championnats d'Estonie juniors (moins de 19 ans). La même année, il représente son pays aux championnats du monde et aux championnats d'Europe. 
Entre 2016 et 2018, il évolue sous les couleurs du Vélo Club de Toucy. Auteur de diverses places d'honneur, il représente aussi son pays lors des manches de la Coupe des Nations U23. Il devient par ailleurs champion d'Estonie de cyclo-cross espoirs (moins de 23 ans). 
Lors de la saison 2019, il termine notamment deuxième du Puchar Ministra Obrony Narodowej et troisième de la Coupe des Carpates.
Après une saison faste en 2022, il déclare vouloir rejoindre une équipe continentale étrangère, et intègre la formation Tartu2024. Il remporte sa première victoire professionnelle lors d'une course par étapes polonaise, la course de Solidarność et des champions olympiques.

## Palmarès sur route

### Par année
- 2015
  - Elva Tänavasõit
  - 3e du championnat d'Estonie du contre-la-montre juniors
  - 3e du championnat d'Estonie sur route juniors
- 2017
  - 2e du Grand Prix de la Libération de Chaumont
- 2019
  - 2e du Puchar Ministra Obrony Narodowej
  - 3e de la Coupe des Carpates
- 2020
  - Grand Prix des Foires d'Orval[3]
  - 2e du Grand Prix des Grattons
  - 3e du Grand Prix d'Issoire
  - 3e du Challenge du Boischaut-Marche
- 2021
  - 2e du Circuit des Champions
  - 2e du Prix de Chavannes-sur-Reyssouze
  - 2e du Prix des Vendanges
  - 2e du Challenge du Boischaut-Marche
  - 3e du Grand Prix des Industries de Belley
- 2022
  - Circuit des Champions
  - Grand Prix des Grattons
  - 2e du championnat d'Estonie sur route
  - 2e de la Nocturne d'Ambert
  - 2e des Quatre Jours des As-en-Provence
  - 2e de la Classic Avermes Portes de l'Allier
  - 2e du Challenge du Boischaut-Marche
- 2023
  - Elva Tänavasõit
  - Course de Solidarność et des champions olympiques :
    - Classement général
    - 1re étape (a)

  - Red Bull Tour of Vikings :
    - Classement général
    - 2e et 3e étapes
- 2024
  - Tour d'Estonie : 
    - Classement général
    - 2e étape
- 2025
  - Elva Rattamaraton

### Classements mondiaux
| Année                                 | 2018  | 2019 | 2020  | 2021  | 2022 | 2023 |
| ------------------------------------- | ----- | ---- | ----- | ----- | ---- | ---- |
| Classement mondial                    | 3091e | 879e | 1559e | 1305e | 737e | 790e |
| UCI Europe Tour                       | 2046e | 640e | 1161e | 939e  | 562e | nc   |
|                                       |       |      |       |       |      |      |
| Légende : nc = non classéSource : UCI |       |      |       |       |      |      |

## Palmarès en cyclo-cross
- 2015-2016
  - 3e du championnat d'Estonie de cyclo-cross juniors
- 2016-2017
  - 2e du championnat d'Estonie de cyclo-cross espoirs
- 2017-2018
  -  Champion d'Estonie de cyclo-cross espoirs
- 2018-2019
  - 2e du championnat d'Estonie de cyclo-cross
- 2019-2020
  - 2e du championnat d'Estonie de cyclo-cross espoirs
  - 3e du championnat d'Estonie de cyclo-cross

## Palmarès sur piste
- 2015
  -  Champion d'Estonie de poursuite par équipes (avec Kirill Tarassov, Tair Stalberg et Kristo Enn Vaga)
  -  Champion d'Estonie de course aux points juniors
  - 2e du championnat d'Estonie de poursuite juniors
  - 2e du championnat d'Estonie de vitesse par équipes